# Stilbopteryx napoleo
Stilbopteryx napoleo är en insektsart som först beskrevs av Lefèbvre 1842.  Stilbopteryx napoleo ingår i släktet Stilbopteryx och familjen myrlejonsländor. Inga underarter finns listade i Catalogue of Life.

## Bildgalleri

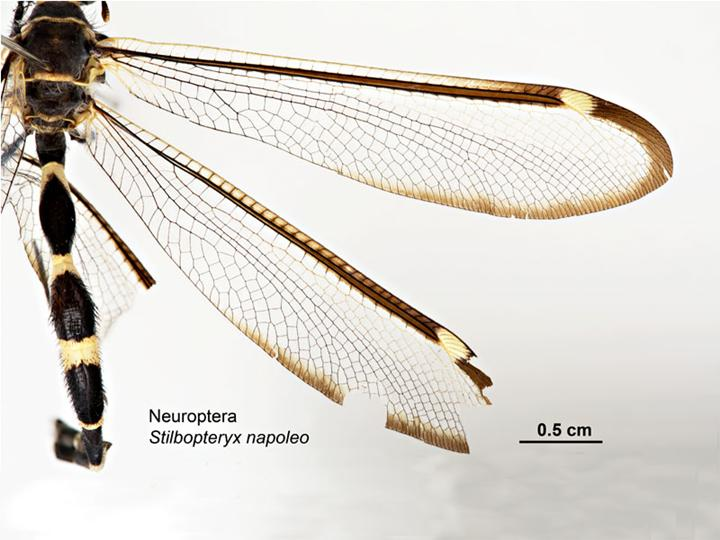